# جوان سيلبر
جوان سيلبر (بالإنجليزية: Joan Silber)‏ (14 يونيو 1945، نيوآرك في الولايات المتحدة)؛ روائية أمريكية.

## الجوائز
- زمالة غوغنهايم